# NK-33
El NK-33 y NK-43 son motores de cohete diseñado y construido en la década de 1960 y principios de 1970 por la Oficina de Diseño Kuznetsov. Estaban destinados al malogrado cohete lunar soviético N-1. El motor NK-33 alcanza la más alta relación de empuje-a-peso de cualquier motor de cohete lanzable desde la Tierra, logrando al mismo tiempo un impulso específico muy alto. NK-33 posee las más altas prestaciones de cualquier motor cohete alimentado por LOX / RP-1 jamás creado.
El NK-43 es similar al NK-33, pero está diseñado para etapas superiores. Cuenta con una tobera más larga, optimizada para un funcionamiento a gran altitud, donde la presión del aire ambiente es baja o nula. Esto le da un mayor empuje e impulso específico, pero lo hace más largo y más pesado.
En 2010 se probaron con éxito motores NK-33 para su uso en el cohete Antares de la Orbital Sciences

## Tecnología
Los motores NK-33 y NK-43 derivan, respectivamente, de los anteriores NK-15 y NK-15V.
Los motores son de alta presión, enfriado regenerativamente de un ciclo de combustión por etapas para un motor cohete bipropelente, y emplea pre-quemadores ricos en oxígeno para impulsar las turbobombas. Este tipo de quemadores son muy inusuales, ya que el oxígeno a altas temperaturas tiende a atacar metal, causando daños. Los soviéticos no obstante perfeccionado la metalurgia detrás de este método. La tobera estaba construida de metal ondulado, con soldadura fuerte en el revestimiento exterior y el interior, dándole una estructura sencilla, ligera pero resistente. Además, puesto que el NK-33 consume LOX y queroseno, que tienen densidades similares, se puede utilizar un único eje giratorio en la turbobomba. Debido a su más larga, y por ende más pesada, tobera la relación de NK-43 en vacío es ligeramente más pesado con una relación empuje-peso de alrededor de 120:1.
La tecnología de pre-quemadores ricos en oxígeno persiste en los motores RD-170/-171, y sus derivados el RD-180 y recientemente desarrollado RD-191.

## Características Técnicas
| Nombre                             | NK-33         | NK-43         |
| ---------------------------------- | ------------- | ------------- |
| Empuje (nivel del mar)             | 1505 kN       | —             |
| Empuje (vacío)                     | 1638 kN       | 1750 kN       |
| Masa                               | 1235 kg       | 1473 kg       |
| Longitud                           | 3,7 m         | 5,0 m         |
| Diámetro                           | 2,0 m         | 2,5 m         |
| Propergoles                        | LOX/Queroseno | LOX/Queroseno |
| Relación de mezcla                 | 2,6:1         | 2,6:1         |
| Presión en la cámara de combustión | 14,5 Mpa      | 14,5 Mpa      |
| Impulso específico                 | 297s          | 346s          |
| Relación de expansión de la tobera | 27:1          | 80:1          |

## Historia

### Génesis
El cohete N-1 utilizaba originalmente los motores NK-15 para su primera etapa, y una modificación para gran altitud llamada NK-15V en su segunda etapa. Después de cuatro lanzamientos fallidos consecutivos y ningún éxito, el proyecto se canceló. Mientras que otros aspectos del vehículo estaban siendo modificados o rediseñados, Kuznetsov mejoró sus contribuciones con los motores  NK-33 y NK-43. El vehículo de segunda generación se iba a llamar la N-1F. En este punto, la carrera hacia la Luna estaba perdida hacia mucho tiempo, y el programa espacial soviético estaba desarrollando el Energía como su lanzador pesado. El N-1F nunca llegó a la plataforma de lanzamiento.
Cuando el programa N-1 se canceló, se ordenó la destrucción de todo el trabajo en el proyecto. Un burócrata, en lugar de destruir los motores valorados en millones de dólares cada uno, se los llevó y los guardó en un almacén. Casi treinta años después de su construcción los estadounidenses conocieron su existencia, y lo incrédulos ingenieros de cohetes fueron llevados a la bodega. Más tarde, uno de los motores fue llevado a EE. UU. y las especificaciones precisas del motor se demostró en un banco de pruebas.

### Reaparición

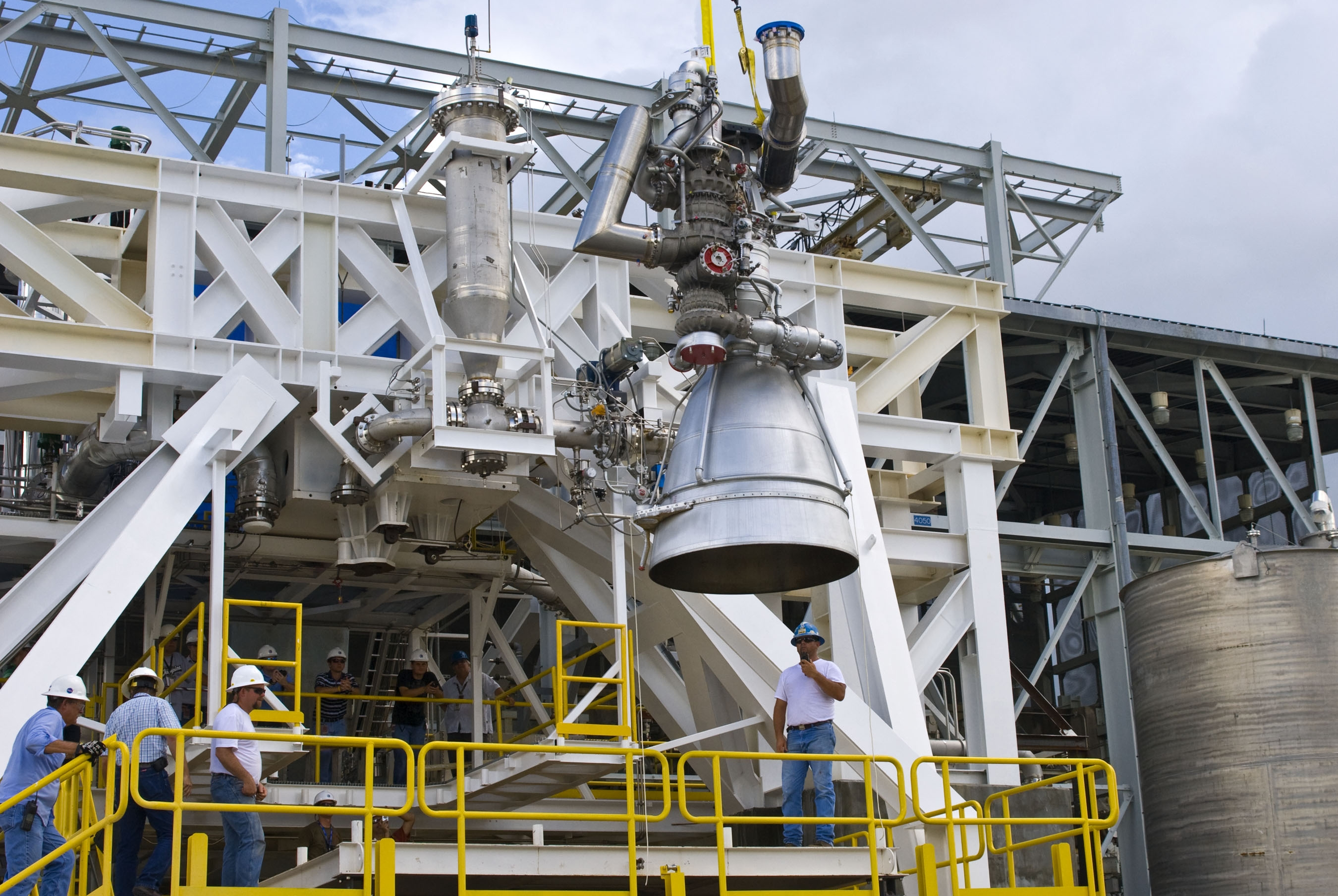
Un NK-33, renombrado como Aerojet AJ26, en el banco de pruebas del Centro Espacial Stennis

Cerca de 150 motores sobrevivieron, y en la década de 1990, Rusia vendió 36 motores a Aerojet General, por $ 1,1 millones cada uno. Esta empresa también adquirió una licencia para la producción de nuevos motores. Aerojet lo modificó y rebautizó las actualizaciones de NK-33 y NK 43 como AJ26-58 y AJ26-59, respectivamente.
Kistler Aerospace, más tarde llamada Rocketplane Kistler (RPK), diseñaron su cohete K-1 en torno a tres NK-33 y un NK-43. El 18 de agosto de 2006, la NASA anunció que RPK había sido elegido para desarrollar Commercial Orbital Transportation Services para la Estación Espacial Internacional. El plan requería vuelos de prueba entre 2008 y 2010. RPK habría recibido cerca de $ 207 millones si se cumpliera con todos los hitos de la NASA, pero el 7 de septiembre de 2007, la NASA emitió una carta de advertencia por defecto que sería rescindir el contrato COTS con Rocketplane Kistler en 30 días porque RpK no había alcanzado varios hitos contractuales.
Se ha propuesto actualizar el lanzador Soyuz con motores NK-33. Ya sea sustituyendo solo el motor central de la Soyuz RD-108, o cinco NK-33 que sustituirían al RD-108 y los cuatro impulsores RD-107. El menor peso y mayor eficiencia aumentaría la carga útil;. El diseño más simple y el uso de motores excedentes podría reducir el coste.

## Utilización futura
Orbital Sciences está desarrollando el cohete Antares, diseñado para tener dos NK-33 modificados en su primera etapa, una segunda etapa de combustible sólido y la etapa órbita con hipergólico. El NK-33 sería primero importado desde Rusia a los Estados Unidos y luego se modificaría por Aerojet AJ26s, lo que implica la eliminación de algunos elementos, la adición de electrónica de EE. UU., por lo que sería compatible con los propulsores de Estados Unidos, y la modificación del sistema de dirección.
RKK Energiya propone un vehículo 'Aurora-L.SK' lanzador que utilizaría un NK-33 para alimentar la primera etapa y un Bloque DM-SL para la segunda etapa. TsSKB-Progress también planea utilizar el NK-33 como el motor principal de la versión ligera de la exitosa familia de cohetes Soyuz en fase de desarrollo, llamado Soyuz-1.
El 17 de junio de 2011, Aerojet anunció una alianza estratégica con Teledyne Brown que comenzará a producir una versión de  fabricación en EE. UU. del AJ-26, con su empuje incrementado a 226800 kilos a nivel del mar, y será producido en la fábrica de Teledyne, en Huntsville, Alabama. Confiando en utilizar este mejorado AJ-26 en la próxima generación del sistema de lanzamiento espacial ("Space Launch System").